# ميك بوكستون
ميك بوكستون (بالإنجليزية: Mick Buxton)‏ هو مدرب كرة قدم ولاعب كرة قدم بريطاني، ولد في 29 مايو 1943 في Corbridge ‏ في المملكة المتحدة. لعب مع نادي بيرنلي ونادي هاليفاكس تاون.

## وصلات خارجية
- ميك بوكستون على موقع قاعدة بيانات كرة القدم.إي يو (الإنجليزية)
- ميك بوكستون على موقع Soccerbase.com (مدرب) (الإنجليزية)